# سيسامكس
سيسامكس ويسمى أيضًا سيسوكسان وهو مركب عضوي يستخدم كعامل تآزر أي أنه يعزز فعالية المبيدات الحشرية مثل البيريثرين والبيريثرويدات؛ لكنه في حد ذاته ليس مبيد آفات.

## ذائبية
سيسامكس قابل للذوبان في الكيروسين والفريون 11 والفريون 12.